# Forte de São Teodósio da Ponta do Cavalo
O Forte de São Teodósio da Ponta do Cavalo, também referido como Forte da Ponta do Cavalo ou Forte do Cavalo, ergue-se em posição dominante a oeste da baía de Sesimbra, no Distrito de Setúbal, em Portugal.
Integrou, no passado, a linha defensiva do trecho do litoral denominado hoje, em termos de turismo, como Costa Azul, e que, no século XVII, se estendia de Albarquel a Sesimbra, complementando a defesa da importante povoação marítima de Setúbal.
Nele está instalado o Farol do Forte do Cavalo.
O Forte do Cavalo está classificado como Imóvel de Interesse Público desde 1978.

## História
A ideia de uma fortificação neste local, para defesa do porto de Sesimbra, remonta à época da Restauração da independência portuguesa, proposta pelo padre Simão Falónio, que a imaginou em taipa (1640).
Ela só se materializaria, entretanto, no âmbito da completa remodelação da estratégia defensiva do reino implementada sob o reinado de D. João IV (1640-1656), compreendida na defesa da barra de Setúbal. Assim, sob a invocação de São Teodósio, iniciada em 1648, foi inaugurada em 1652, com projecto atribuído ao engenheiro militar e arquitecto Sebastião Pereira de Frias, conforme inscrição epigráfica originalmente em uma lápide sobre o portão da torre-cisterna:
"Reinando D. João IV em Portugal e mandando as armas o príncipe D. Theodósio, e as armas de Setúbal e seu partido Nunes da Cunha, se destinou esta fortaleza de São Theodósio, sendo capitão mor Francisco de Mattos Machado, vedores o juiz de fora Francisco Salgado de Moraes, Manoel Carvalho de Vargas, Manoel Farto do Olival, António Martins da Silva, Engenheiro Sebastião Pereira de Frias, Anno de 1652."
O príncipe D. Teodósio veio a falecer no ano seguinte, três anos antes do soberano.
Sofreu danos decorrentes do terramoto de 1755.
No século XIX encontrava-se guarnecida e artilhada à época da Guerra Peninsular, quando da primeira invasão francesa sob o comando do general Junot (1807-08). Abandonado pela guarnição em 1822, voltou a ser guarnecido posteriormente quando das Guerras Liberais.
Só em 1895 começaram as obras de instalação do actual farol, na chamada Bateria  Alta, começando a operar no ano seguinte, sinalizando a entrada do porto de Sesimbra.
No último quartel do século XX, a pedido da Direcção-Geral de Faróis foram executadas obras de reconstrução e de adaptação pela Direcção-Geral dos Edifícios e Monumentos Nacionais (DGEMN) (1976). Considerado como Imóvel de Interesse Público pelo Decreto n°95/78, publicado em 12 de Setembro de 1978, foram-lhe procedidas novas obras de recuperação e beneficiação em 1981-1983, 1986 e 1991.
Actualmente afeto ao Ministério da Defesa Nacional (Marinha de Portugal), as suas dependências são utilizadas como residência do faroleiro.

## Características

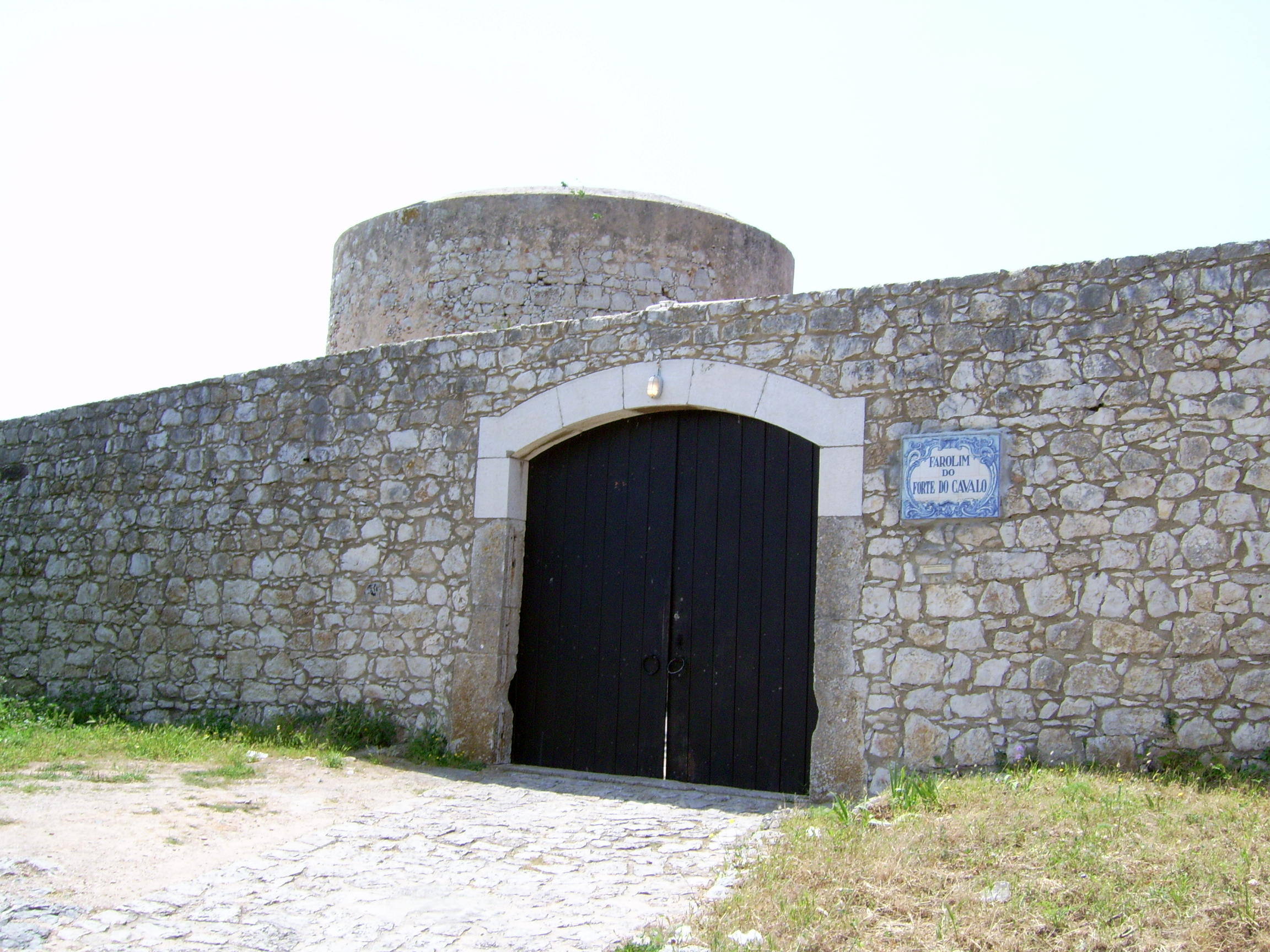
Forte de São Teodósio da Ponta do Cavalo: vista do portão

Esta fortificação marítima, erguida em alvenaria de pedra e tijolo, apresenta planta poligonal irregular, em estilo maneirista.
Acessada por um portão simples de volta inteira, no interior da Praça de Armas ergue-se uma torre de planta circular, com terraço. É ladeada por edifícios recentes, onde actualmente habita o faroleiro.
Nas extremidades, erguem-se dois baluartes com muralhas em talude, onde se abriam primitivamente as canhoneiras. No ângulo saliente a oeste observa-se uma guarita prismática.
A fortificação se prolongava, primitivamente, para leste. Este trecho da edificação foi destruído quando da construção do porto de abrigo e da respectiva estrada que lhe dá acesso.
Das antigas dependências da Capela de Nossa Senhora da Conceição, hoje em ruínas no perímetro do forte, subsiste somente a imagem da padroeira, em madeira policromada, transferida ao final do século XIX para a Igreja de Nossa Senhora do Castelo (Sesimbra).